# (13405) Dorisbillings
(13405) Dorisbillings est un astéroïde de la ceinture principale.

## Description
(13405) Dorisbillings est un astéroïde de la ceinture principale. Il fut découvert le 21 septembre 1999 à Calgary par Gary W. Billings. Il présente une orbite caractérisée par un demi-grand axe de 2,29 UA, une excentricité de 0,10 et une inclinaison de 4,8° par rapport à l'écliptique.

## Compléments